# Valadares (stacja kolejowa)
Valadares (port: Estação Ferroviária de Valadares) – stacja kolejowa w gminie Vila Nova de Gaia, w regionie Północ, w Portugalii. Znajduje się na Linha do Norte.

## Charakterystyka
Stacja znajduje się na Largo da Estação w Valadares.
W styczniu 2011 roku stacja posiadała 3 tory, o długości 434, 300 i 401 metrów i 2 perony o długości 200 i 256 metrów i 70–35 cm wysokości.

## Historia
Linia między stacjami Vila Nova de Gaia i Estarreja, która została wybudowana przez Companhia dos Caminhos de Ferro Portugueses, otwarto w dniu 8 lipca 1863.
Po inauguracji odcinku Estarreja - Taveiro w dniu 10 kwietnia 1864 roku otwarto połączenia między Vila Nova de Gaia i Coimbrą, które zatrzymywały się na różnych stacjach po drodze, w tym w Valadares.

## Linie kolejowe
- Linha do Norte